# Madres solteras (película)
Madres solteras es una película española de drama estrenada el 10 de julio de 1975 y dirigida por Antonio del Amo.

## Sinopsis
Un joven tocólogo es un fervoroso defensor de las madres solteras a las que atiende y ayuda en sus embarazos.

## Reparto
| Intérprete         | Personaje |
| ------------------ | --------- |
| Rafael Alonso      |           |
| José Bódalo        |           |
| Florinda Chico     |           |
| Inma de Santis     | Montse    |
| Paca Gabaldón      |           |
| Juan Luis Galiardo |           |
| Charo López        | Amparo    |
| Isabel María Pérez |           |
| Manuel Zarzo       |           |